# Апперли-Бридж
Апперли-Бридж (англ. Apperley Bridge) — деревня в английском графстве Уэст-Йоркшир. Она располагается на водоканале Лидс-Ливерпуль. До 1965 года здесь функционировала железнодорожная станция, но её закрыли. Однако Управление пассажирским транспортом Уэст-Йоркшира планировало вновь открыть станцию к 2012 году. В Апперли-Бридж находится частная школа Вудхаус Грув, которая исторически связана с семьёй Бронте.

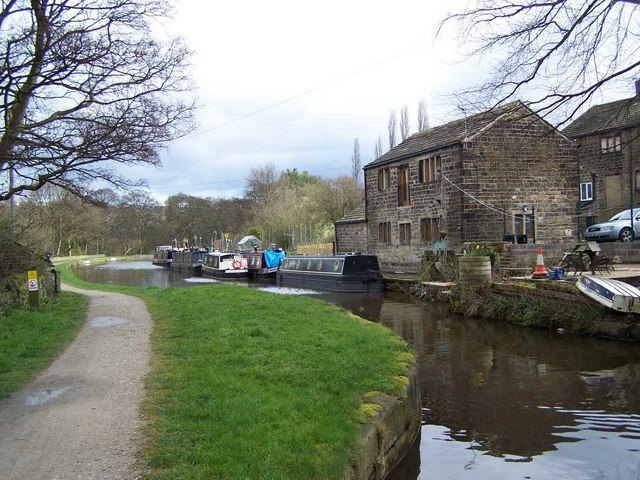
Апперли Бридж